# Reitplatzgewebe
Das Reitplatzgewebe ist eine geotextile Trennlage zwischen Trag-(Dränage-)schicht und Tretschicht in Reitplätzen. Es wird aus Bändchen-, Spleißgarnen- oder Kunststoffdrähten hergestellt.
Die verwendeten Rohstoffe sind vornehmlich Polypropylen. 
Früher wurden als Trennung oft geotextile Vliesstoffe verwendet. Diese haben jedoch den Nachteil, dass sich durch Überdehnung beim Reitbetrieb schnell Falten bilden, die zur Oberfläche der Tretschicht wandern und dort gefährliche Stolperfallen bilden. Auch wurden Vliesstoffe oft einfach überlappend verlegt. Auch diese konnten sich aufwölben. Heute werden Reitplatzgewebe verwendet, die in einem Stück werksseitig hergestellt sind. Sie haben Festigkeiten größer 40 kN pro Quadratmeter bei geringer Dehnung.